# Ulica heroja Staneta
Ulica heroja Staneta  je ulica v Mariboru , ki je poimenovana po narodnemu heroju Francu Rozmanu-Stanetu oz. Stanetu Milnarju.
Leta 1876 so jo poznali kot Park Strasse. Meji na park, Ribniško ulico, Tomšičevo ulico, Aškerčevo ulico in Maistrovo ulico. Leta 1919 so jo preimenovali v Ciril-Metodovo ulico. Leta 1947 je ulica dobila današnje ime. Vmes so jo poskušali preimenovati v  Masarykovo ulico, a predlog ni uspel.

## Stane Mlinar
Glavni članek Franc Rozman - Stane.
Stane Milnar se je v Ljubljani izučil za peka. Jeseni leta 1936 je odšel v Italijo, Francijo, Španijo in se pridružil vojski. Novembra je bil izbranec Madrida kmalu je postal član KP Španije. V Kočevju je bil izvoljen v SNOO in v delegacijo za AVNOJ. Leta 1944 je vodil pomembnejše operacije na celotnem slovenskem ozemlju, osebno pa je sodeloval tudi pri večji vojaških akcijah 7. korpusa. Smrtno se je ponesrečil med preizkušanjem angleškega minometra. Prejel je spominski znak 1941, za narodnega heroja  pa so ga imenovali novembra 1944. 